# Parque nacional de Manupeu Tanah Daru
El parque nacional de Manupeu Tanah Daru es un parque nacional ubicado en la isla de Sumba en Indonesia. Este parque nacional consiste en bosques de tierras bajas sobre laderas inclinadas que se alzan hasta 600m.

## Flora y fauna
Hay alrededor de 118 especies de plantas protegidas en este parque nacional incluyendo Toona sureni, Sterculia foetida, Schleichera oleosa, Alstonia scholaris, tamarindo, nuez de la India, especies Syzygium, Casuarina y lantana.
Hay también 87 especies de aves protegidas en esta región, con 7 taxones endémicos de la isla de Sumba. Hay cacatúa sulfúrea, vinago de Sumba, papamoscas de Hartert, oruguero de Sunda, suimanga de Sumba y cálao de la Sumba.
También están aquí protegidas 57 especies de mariposas, 7 de ellas endémicas de la isla. Estas son: Papilio neumoegenii, Ideopsis oberthurii, Delias fasciata, Junonia adulatrix, Athyma karita, Sumalia chilo, y Elimnia amoena.